# نیج
نیج (به لاتین: Nic، به اودی: НиъжӀ یا НыъжӀ) شهری در جمهوری آذربایجان است که در چهل کیلومتری جنوب غرب قبله واقع شده‌است. این شهر تنها مرکز سکونت اودیان است و جمعیتی برابر با ۵،۷۴۴ نفر دارد.

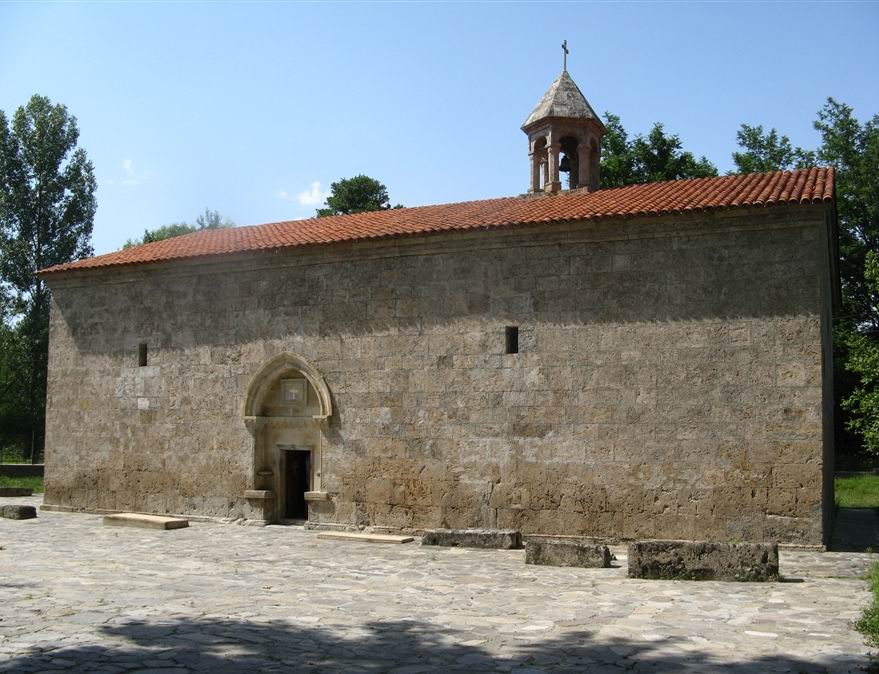
کلیسای الیسوس مقدس در نیج

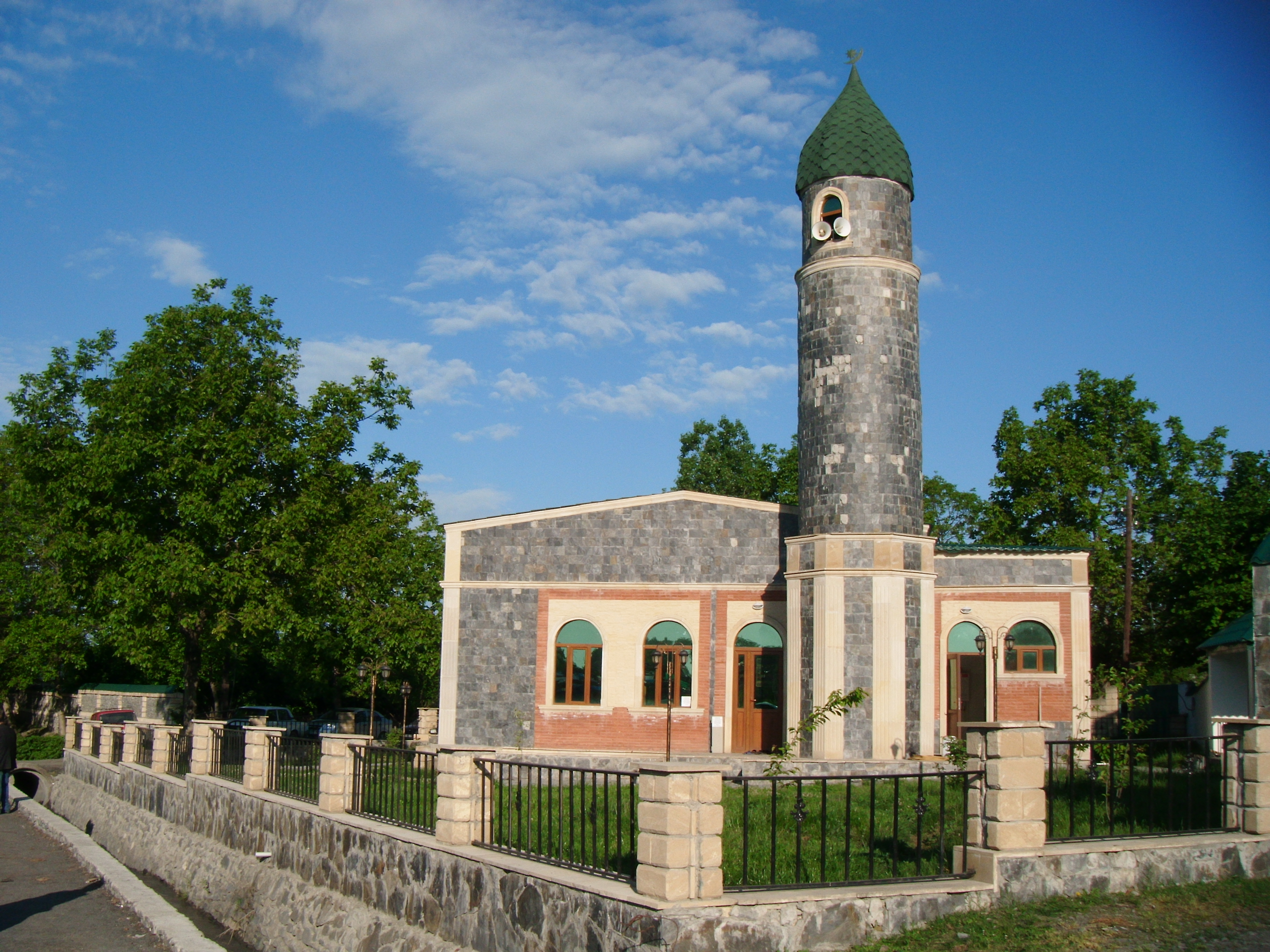
مسجد جامع یالاشی محله در نیج

## تاریخ
اجداد اودیان یکی از بیست و شش قبیله‌ای بودند که نقش اساسی در ایجاد آلبانیای قفقاز داشتند. کشوری که قرن‌ها سوم و چهارم پیش از میلاد در جمهوری آذربایجان کنونی در جنوب داغستان قرار داشت. 
اودی باستانی زبان اصلی آلبانیای قفقاز بود. قبیله اودی در نوشته‌های هرودت، استرابو و پلینیوس توصیف شده‌اند. بنا به نوشته این مورخان اودیان به دنبال تهاجم نظامی ایرانیان به رهبری خشایارشا به یونان در سیاست فعال شدند.
آنها تنها اقلیت قومی در جمهوری آذربایجان هستند که توانسته‌اند وابستگی خود به مسیحیت را حفظ کنند. کلیسای مستقل رسالتی آلبانیای قفقاز-اودی در نیج واقع شده‌است. زبان اودی یک زبان قفقازی شمالی است. اودی‌های امروزی به هر دو زبان اودی و آذری تکلم می‌کنند.
در طول قرن‌های پنجم تا نهم میلادی مسیحیان در آلبانیای قفقاز از الفبای آلبانیای قفقاز استفاده می‌کردند. در نتیجه ضعف سیاسی آلبانیای قفقاز و حوزه مذهبی آلبانیای قفقاز این خط به مرور منسوخ شد. در حال حاضر الفبای اودی از ۵۲ حرف تشکیل شده‌است.
نخستین مدرسه اودی و به دنبال آن یک مدرسه روستایی روسی در ۱۸۵۴ در نیج به راه افتاد. از ۱۹۳۱ تا ۱۹۳۳ اودیان به زبان خود تحصیل می‌کردند. از ۱۹۳۷ آموزش ایشان به زبان آذری شد.
سکونتگاه نیج منطقه‌ای منحصر به فرد است و چینش، سیستم حمل و نقل ساختمان‌های خصوصی، عمومی و مذهبی غیرمعمول دارد. نیج مکان منحصر به فردی نیز هست، گروه‌های قومی و مذهبی گوناگونی در طول تاریخ در آن ساکن بوده‌اند. این سکونتگاه به چندین محله بر اساس روابط خانوادگی ساکنان آن تقسیم می‌شود. عملاً نام تمامی محلات آن به زبان آذری است، همانند خواجه بایلی، دارابگ، دارا محله، وزیرلی، فریملی، مالبل، آغدامکلی، ملیکلی، فلشیلی، منجیلی، دلکلی، چرماخلی و ابدالی.
همانند گذشته خود اودیان در پیشه‌های گوناگونی مشغول هستند، از جمله دام پروری،  برنج کاری، پرورش کرم ابریشم، باغبانی، پرورش ماکیان، بنایی و شرابسازی. بسیاری از جشن‌ها، مراسم و روزهای تقویم اودی به کشاورزی مربوط است.